# Баушкино
Баушкино — упразднённая деревня в Духовщинском районе Смоленской области России. Находится на территории Добринского сельского поселения.

## География
Расположена в северной части области, примерно в 50 км к северу от Духовщины. У деревни находится болотный массив Вервижский мох

## История
В годы Великой Отечественной войны деревня была оккупирована гитлеровскими войсками, освобождена в сентябре 1943 года.
16.4.42 г. 234-я Ярославская коммунистическая стрелковая дивизия, произведя перегруппировку частей оставил оборонять фронт:  Вервище - Баушкино - Гаврово - оз. ? Сошно - Торчилова 1340 сп , двумя другими полками вела активные наступательные действия в направлении: Федоровка - Торчек - Сутоки, которые с перерывами продолжались до 2.5.42 г.  Кх1
Воинов, погибших у Баушкино, перезахоронили в 1954—1956 г. в братской могиле у западной окраины деревни Трунаево.

## Известные жители
В деревне Баушкино Духовщинского уезда Смоленской губернии в крестьянской семье 8 ноября 1925 года  родилась Анна Леонтьевна Сидоренкова (1926—1998), советский передовик производства в сельском хозяйстве, Герой Социалистического Труда (1966).

## Транспорт
В 6 км севернее проходит автодорога Р136 Смоленск — Нелидово.